# Unique Advertising Proposition
Unique Advertising Proposition (UAP) (deutsch: kommunikative Profilierung) ist ein Begriff aus dem Marketing, genauer aus der Kommunikationspolitik. Er bedeutet die Abhebung eines Unternehmens von den Mitbewerbern bezogen auf die Werbung. Durch die Werbung wird ein Differenzierungsmerkmal gebildet, was das Produkt von anderen unterscheidet, und dem Unternehmen dadurch zu einem Wettbewerbsvorteil verhilft. Die UAP schafft damit eine werbliche Begründung für den Kauf.

## Beispiel
„Nicht nur sauber, sondern rein“, ein Slogan aus einem TV-Spot des Waschmittels Ariel